# Светске игре Специјалне олимпијаде
Свјетске игре Специјалне олимпијаде познате и као Специјална олимпијада су међународни спортски догађај за учеснике са интелектуалним сметњама, у организацији Специјалне олимпијске организације коју признаје МОК.

## Принципи
Иако се локални догађаји и такмичења Специјалне олимпијаде одржавају широм свијета сваког дана, Свјетске игре су водећи догађаји. Циљ је да се прикажу вјештине и достигнућа особа са интелектуалним инвалидитетом на глобалној сцени. Свјетске игре обухватају више од недјељу дана такмичења у којима учествују хиљаде спортиста. Кроз медијско праћење Игара, приче и достигнућа дјеце и одраслих са интелектуалним тешкоћама се објављују милионима људи широм свијета.
Свјетске игре Специјалне олимпијаде одржавају се сваке двије године и смењују се између љетњих и зимских игара, по распореду сличном Олимпијским и Параолимпијским играма. Привлачећи чак 350.000 волонтера и тренера, плус неколико хиљада спортиста, ове Свјетске игре могу бити највећи свјетски спортски догађај године.
Спортисти Специјалне олимпијаде могу се такмичити у 32 љетња или зимска спорта у олимпијском стилу. Спортисти су одрасли и дјеца са интелектуалним тешкоћама који могу да варирају од надарених такмичара свјетске класе до просјечних спортиста до оних са ограниченим физичким способностима. Основно је правило такмичења Специјалне олимпијаде да се спортисти упарују према њиховим способностима и годинама. Овај процес „подјеле“ је напор да свако такмичење буде фер, такмичарско и узбудљиво за спортисте, као и за навијаче.

## Историјат такмичења
Прве Међународне љетње специјалне олимпијске игре одржане су у Чикагу, Илиноис, САД, 1968. године, док су прве Међународне зимске специјалне олимпијске игре одржане фебруара 1977. године у Стимбот Спрингсу, Колорадо, САД. Године 1991. назив је званично промењен из Међународне љетње/зимске олимпијске игре Специјалне олимпијаде у Свјетске летње/зимске игре специјалне олимпијаде.
Свјетске љетње игре Специјалне олимпијаде 1999. године добиле су више од половине својих средстава од приватних корпорација. Олимпијски историчар Боб Барни изјавио је да би „компаније које донирају милионе можда жељеле да кажу како се неки догађај води“, али је то такође сматрао позитивним јер „доноси игре много већој публици“.
Године 2011. Свјетске љетње игре Специјалне олимпијаде одржане су од 25. јуна до 4. јула у Атини, Грчка, на којима је учествовало 6.000 спортиста са интелектуалним инвалидитетом из 170 земаља.
Године 2013, Свјетске зимске игре Специјалне олимпијаде одржане су у Пјонгчангу у Јужној Кореји од 29. јануара до 5. фебруара. Програм града домаћина, у којем породице угошћују спортисте Специјалне олимпијаде из цијелог свијета како би им помогли да се привикну на земљу домаћина и обичаје, почео је 26. јануара 2013. године.
Свјетске љетње игре Специјалне олимпијаде 2015. године су биле прве Свјетске љетње игре Специјалне олимпијаде одржане у Сједињеним Државама у последњих 16 година од Љетњих игара 1999. године одржаних у Ралију, Сјеверној Каролини.
На Свјетским зимским играма Специјалне олимпијаде 2017. године у Грацу и Шладмингу у Штајерској, Аустрија. Ово је означило повратак: Салцбург и Шладминг, Аустрија, били су домаћини петих Свјетских зимских игара Специјалне олимпијаде 1993. године. Ово су биле прве Свијетске игре Специјалне олимпијаде одржане ван Сједињених Држава. Свијетске зимске игре 2017. одржане су 14–25. марта 2017. године.
Казањ, Русија је требало да буде домаћин Зимских специјалних олимпијских игара између 23. и 29. јануара 2023. године.  Првобитно ће се одржати у Ареу и Остерсунду, Шведска, али је шведска влада повукла своја права на гостовање у децембру 2019. године због финансијских проблема. Догађај је одложен за јануар 2023. године због пораста случајева ковида 19. Након руске инвазије на Украјину, догађај је отказан због логистичких и безбједносних проблема.
Недавне Свјетске љетње олимпијске игре одржане су од 17. до 25. јуна 2023. године у Берлину, у Љемачкој. То су биле прве Свјетске олимпијске игре које су одржане у Њемачкој. Такмичења су одржана у 24 спорта.
Торино у Италији биће домаћин сљедећих Свјетских зимских игара Специјалне олимпијаде у марту 2025. године. То ће бити први пут да је Италија домаћин овог такмичења.

## Уважавање
Ирски вајар Џон Бехан дизајнирао је скулптуру за Свјетске летње игре Специјалне олимпијаде 2003. године у Даблину, Ирска. Скулптура се састоји од двоје стилизованих људи који држе Олимпијски пламен, лого Свјетских летњих игара Специјалне олимпијаде 2003. године Око скулптуре је 137 бронзаних плоча са именима 7.000 спортиста. Инаугурација је одржана 8. децембра 2003. године. Умјетничко дело се налази у Даблин Гарденс у Даблину.
Критика је била усмјерена на величину догађаја. Видела се и комерцијализација. Шајд и Капустин су такође изразили резерве у погледу доминације идеје такмичења из педагошке перспективе. Ово доводи до стварања елите, али преплављује већину ментално хендикепираних и одбацује мерје подршке. С друге стране, Вермер је у својим публикацијама демонстрирао да је учешће на овим такмичењима довело до повећања личне компетенције, да су смањене јавне предрасуде према особама са менталним сметњама и да је створена позитивна слика о перформансама ове групе. Ово такмичење промовише учешће особа са интелектуалним инвалидитетом у друштвеним контекстима.

## Листа одржаних такмичења
| Свјетске љетне игре Специјалне олимпијаде | Свјетске љетне игре Специјалне олимпијаде | Свјетске љетне игре Специјалне олимпијаде | Свјетске љетне игре Специјалне олимпијаде | Свјетске љетне игре Специјалне олимпијаде | Свјетске љетне игре Специјалне олимпијаде | Свјетске љетне игре Специјалне олимпијаде |
| Издање                                    | Година                                    | Град домаћин                              | Држава домаћин                            | Спортови                                  | Програми                                  |                                           |
| ----------------------------------------- | ----------------------------------------- | ----------------------------------------- | ----------------------------------------- | ----------------------------------------- | ----------------------------------------- | ----------------------------------------- |
| 1968                                      | 1                                         | Чикаго                                    | Сједињене Државе                          | 2                                         | 2                                         |                                           |
| 1970                                      | 2                                         | Чикаго                                    | Сједињене Државе                          | 2                                         | 3                                         |                                           |
| 1972                                      | 3                                         | Лос Анђелес                               | Сједињене Државе                          |                                           |                                           |                                           |
| 1975                                      | 4                                         | Маунт Плезант (Мичиген)                   | Сједињене Државе                          |                                           |                                           |                                           |
| 1979                                      | 5                                         | Брокпорт (Њујорк)                         | Сједињене Државе                          |                                           |                                           |                                           |
| 1983                                      | 6                                         | Батон Руж                                 | Сједињене Државе                          | 3                                         |                                           |                                           |
| 1987                                      | 7                                         | Индијана                                  | Сједињене Државе                          |                                           |                                           |                                           |
| 1991                                      | 8                                         | Минесота                                  | Сједињене Државе                          |                                           |                                           |                                           |
| 1995                                      | 9                                         | Њу Хејвен                                 | Сједињене Државе                          | 21                                        | 143                                       |                                           |
| 1999                                      | 10                                        | Сјеверна Каролина                         | Сједињене Државе                          | 19                                        | 150                                       |                                           |
| 2003                                      | 11                                        | Даблин                                    | Ireland                                   | 23                                        | 166                                       |                                           |
| 2007                                      | 12                                        | Шангај                                    | Кина                                      | 25                                        | 165                                       |                                           |
| 2011                                      | 13                                        | Атина                                     | Грчка                                     | 22                                        | 185                                       |                                           |
| 2015                                      | 14                                        | Лос Анђелес                               | Сједињене Државе                          | 25                                        | 177                                       |                                           |
| 2019                                      | 15                                        | Абу Даби                                  | Уједињени Арапски Емирати                 | 22                                        | 190                                       |                                           |
| 2023                                      | 16                                        | Берлин                                    | Њемачка                                   | 24                                        | 190                                       |                                           |
| 2027                                      | 17                                        | недефинисано                              | недефинисано                              |                                           |                                           |                                           |

| Special Olympics World Winter Games | Special Olympics World Winter Games | Special Olympics World Winter Games          | Special Olympics World Winter Games | Special Olympics World Winter Games | Special Olympics World Winter Games | Special Olympics World Winter Games |
| Издање                              | Година                              | Град домаћин                                 | Држава домаћин                      | Спортови                            | Програм                             |                                     |
| ----------------------------------- | ----------------------------------- | -------------------------------------------- | ----------------------------------- | ----------------------------------- | ----------------------------------- | ----------------------------------- |
| 1977                                | 1                                   | Стимбот Спрингс (Колорадо)                   | Сједињене Државе                    |                                     |                                     |                                     |
| 1981                                | 2                                   | Вермонт                                      | Сједињене Државе                    |                                     |                                     |                                     |
| 1985                                | 3                                   | Park City Mountain Resort                    | Сједињене Државе                    |                                     |                                     |                                     |
| 1989                                | 4                                   | Рино (Невада),Тахо (језеро) and Squaw Valley | Сједињене Државе                    |                                     |                                     |                                     |
| 1993                                | 5                                   | Салцбург и Шладминг                          | Аустрија                            |                                     |                                     |                                     |
| 1997                                | 6                                   | Торонто                                      | Канада                              |                                     |                                     |                                     |
| 2001                                | 7                                   | Енкориџ                                      | Сједињене Државе                    |                                     |                                     |                                     |
| 2005                                | 8                                   | Нагано                                       | Јапан                               |                                     |                                     |                                     |
| 2009                                | 9                                   | Бојси                                        | Сједињене Државе                    |                                     |                                     |                                     |
| 2013                                | 10                                  | Пјонгчанг                                    | Јужна Кореја                        |                                     |                                     |                                     |
| 2017                                | 11                                  | Грац и Шладминг                              | Аустрија                            |                                     |                                     |                                     |
| 2025                                | 12                                  | Торино-Пијемонт                              | Италија                             |                                     |                                     |                                     |
| 2029                                | 13                                  | Хур-Граубинден                               | Швајцарска                          |                                     |                                     |                                     |

1 Сарајево, Босна и Херцеговина, првобитно је изабрано за домаћина Свјетских зимских игара за Специјалне олимпијске игре 2009. године [12 ] Због финансијских проблема и константног одлагања обнове објеката који су првобитно били домаћини Зимских олимпијских игара 1984. године. Сарајево је одустало од одржавања Специјалне олимпијаде, а уместо њега Ајдахо је позвано да буде домаћин.
2 Било је планирано да Åре и Öстерсунд у Шведској буду домаћини Светских зимских игара 2021. године. Међутим, 20. децембра 2019. године саопштено је да је Шведски параолимпијски комитет ставио вето на неопходно финансирање континуитета догађаја у земљи, поништавајући обећање дато током процеса подношења понуда. Дана, 29. јуна 2020. годинњ најављено је да ће Казањ бити домаћин Зимских игара 2022. године.

## Спортови

### Службени љетни спортови
Види напомене
- Атлетика (стаза и поље)
- Бадминтон
- Кошарка
- Боћање
- Куглање
- Бициклизам
- Јахање
- Фудбал
- Голф
- Гимнастика — Уметничка гимнастика и Ритмичка гимнастика
- Рукомет
- Џудо
- Дизање тегова
- Котураљке
- Спортско једрење
- Софтбол
- Пливање (спорт)
- Стони тенис
- Тенис
- Одбојка

### Службени зимски спортови
Види напомене
- Алпско скијање
- Скијашко трчање
- Уметничко клизање
- Флорбол
- Floor hockey
- Брзо клизање на кратким стазама
- Сноубординг
- Snowshoeing
- Брзо клизање

### Признати спортови
- Крикет
- Кајакаштво

### Демонстрациони спортови
- Stick Shooting

### Обједињени куп (фудбалска асоцијација)
Обједињени куп
- 2018 Обједињени куп, Чикаго
- 2022 Обједињени куп, Детроит

## Регионалне игре

### Зоне
204 национална програма у 7 континеталних зона (закључно са 17. децембром 2022. године):
| Број  | Регије                | Национални програми |
| ----- | --------------------- | ------------------- |
| 1     | Африка                | 40                  |
| 2     | Азија-Пацифик         | 35                  |
| 3     | Источна Азија         | 6                   |
| 4     | Евроазија             | 58                  |
| 5     | Латинска Америка      | 20                  |
| 6     | MENA                  | 22                  |
| 7     | Сјеверна Америка      | 23                  |
| Total | Специјална олимпијада | 204                 |